# 불장난 (1972년 영화)
불장난은 1972년 공개된 대한민국의 영화이다. 이상언이 감독을 맡았고 김지미 등이 주연으로 출연하였으며 주동진 등이 제작에 참여하였다.

## 배역
- 김지미
- 신성일
- 전영

## 수상
- 1972년 제11회 대종상
  - 신인상 - 전영